# سرگی استلیارو
سرگی استلیارو (روسی: Серге́й Дми́триевич Столяро́в؛ ۱ نوامبر ۱۹۱۱ – ۹ دسامبر ۱۹۶۹) هنرپیشه اهل اتحاد جماهیر شوروی سوسیالیستی بود.
از فیلم‌ها یا برنامه‌های تلویزیونی که وی در آن نقش داشته‌است می‌توان به سیرک اشاره کرد.
وی همچنین برندهٔ جوایزی همچون هنرمند مردمی جمهوری شوروی فدراتیو سوسیالیستی روسیه شده‌است.